# Katarzyna Z. Michalska
Katarzyna Zofia Michalska (ur. 24 maja 1985 w Gdyni) – polska aktorka.

## Życiorys
Pochodzi z aktorskiej rodziny. Ukończyła Ogólnokształcącą Szkołę Muzyczną w Gdańsku (I st.) w klasie skrzypiec prof. Jerzego Hazuki. W latach 2005–2009 studiowała we wrocławskiej filii PWST w Krakowie. W 2009 roku podjęła pracę w Teatrze Współczesnym im. E. Wiercińskiego we Wrocławiu, gdzie pracowała do roku 2012, kiedy dołączyła do zespołu Teatru Wybrzeże w Gdańsku. Współpracowała także z Teatrem Ad Spectatores.
Dwukrotnie nominowana do Nagrody Marszałka Województwa Dolnośląskiego – w roku 2009 za rolę w spektaklu Baal (debiut roku) i w 2010 w Akropolis. Rekonsrukcja (epizod roku).

## Życie prywatne
Jest córką aktorów Igora Michalskiego i Doroty Kolak, wnuczką Sabiny Mielczarek i Stanisława Michalskiego.

## Role
- 2008: Baal Bertolta Brechta w reż. Anny Augustynowicz, Wrocławski Teatr Współczesny – rola kobieca (debiut)
- 2008: Kupiec wenecki Williama Szekspira, reż. Gabriel Gietzky, Wrocławski Teatr Współczesny – Jessica
- 2009: Cement Heiner Müllera, reż. Wojciech Klemm – Motia Sawczuk
- 2009: Król Lear Williama Szekspira, reż. Cezaris Grauzinis, Wrocławski Teatr Współczesny – Kordelia
- 2010: Akropolis. Rekonstrukcja na podstawie Stanisława Wyspiańskiego w reż. Michaela Marmarinosa – rola kobieca
- 2010: Białe małżeństwo Tadeusza Różewicza, reż. Krystyna Meissner, Wrocławski Teatr Współczesny – Paulina
- 2012: Według Bobczyńskiego na podstawie Rewizora Nikołaja Gogola, reż. Agata Duda-Gracz, Wrocławski Teatr Współczesny – córka
- 2013: Czarownice z Salem Arthura Millera, reż. Adam Nalepa – Marry Warren
- 2014: Płatonow Antoniego Czechowa w reż. Grzegorza Wiśniewskiego, Teatr Wybrzeże Gdańsk – Maria Grekow
- 2014: Akt Równoległy Derka Benfielda, reż. Jarosław Tumidajski, Teatr Wybrzeże Gdańsk – Sally
- 2015: Portret Damy Magdaleny Kupryjanowicz (na podstawie powieści Henry Jamesa ), reż. Ewelina Marciniak, Teatr Wybrzeże Gdańsk – Henrietta Stackpole
- 2016: Fahrenheit 451 Marcina Cecki (inspirowany powieścią Raya Bradbury’ego), reż. Marcin Liber, Teatr Wybrzeże Gdańsk – Klarysa

## Filmografia
| Rok  | Tytuł                    | Rola                                | Uwagi     |
| ---- | ------------------------ | ----------------------------------- | --------- |
| 2010 | Maraton tańca            | pielęgniarka dyżurna                |           |
| 2010 | Samo życie               | Agata, wolontariuszka w szpitalu    |           |
| 2011 | Głęboka woda             | Halina                              | odc. 1    |
| 2013 | Bez tajemnic             | recepcjonistka Ela                  |           |
| 2013 | Głęboka woda 2           | wolontariuszka w świetlicy          | odc. 3, 7 |
| 2014 | Prawo Agaty              | Kamila Szolc                        | odc. 56   |
| 2014 | Miasto 44                |                                     |           |
| 2015 | 11 minut                 | siostra zakonna                     |           |
| 2015 | Na dobre i na złe        | Iza                                 | odc. 601  |
| 2018 | Kryzys                   | organizatorka                       | odc. 3    |
| 2019 | Znajdę Cię               | skrzypaczka Ilana Barshay           |           |
| 2021 | Jak pokochałam gangstera | dziwka                              |           |
| 2021 | Pajęczyna                | Katarzyna Rogucka                   |           |
| 2022 | Johnny                   | dziennikarka Kasia                  |           |
| 2022 | Minuta ciszy             | Agnieszka Krawczyk, matka Andżeliki | odc. 3    |
| 2023 | Sługa narodu             | Czeszka, szefowa Banku Europy       |           |
| 2023 | Święto ognia             | nauczycielka                        |           |
| 2023 | Krew                     | Alicja Sobczak                      |           |
| 2023 | Imago                    | pielęgniarka na izbie przyjęć       |           |